# Faksen J:r
Faksen J:r, född 3 maj 2002, död 5 oktober 2020, var en svensk kallblodig travhäst. Han tävlade under åren 2005–2014 och tränades och kördes då av hans uppfödare Jan-Olov Persson.
Faksen J:r började tävla i mars 2005 och sprang in 4,1 miljoner kronor på 122 starter, varav 36 segrar, 22 andraplatser och 12 tredjeplatser. Bland hans största meriter räknas segrarna i Jacob Meyers Pokallopp (2013), Steggbests Minne (2012) och Biri Uppfödningslopp (2005).

## Historia
Faksen J:r föddes den 3 maj 2002 undan det norska stoet Tummelisa och efter den svenska hingsten Järvsöfaks.
Han tog nio segrar på sina elva första starter, och i sin tionde start segrade han även i Biri Uppfödningslopp på Biri Travbane. Med segern så blev han den första svenskfödda häst som vann loppet. I november 2012 startade Faksen J:r i Arnt Haakestads Minneslopp på Jarlsberg Travbane, och besegrade då Tekno Odin och Hallsta Lotus, som då ansågs som världens bästa kallblodstravare. Fyra månader senare i februari 2013 segrade han i det anrika storloppet Jacob Meyers Pokallopp på Bjerke Travbane, då tillsammans med kusken Jan Ove Olsen.
Sin sista start i karriären gjorde Faksen J:r den 1 juli 2014 i Sleipners Elitlopp på Hagmyren. Han slutade på fjärde plats, och loppet vanns av Månprinsen A.M. och Gunnar Melander.

### Slutet på tävlingskarriären
Han avslutade sin tävlingskarriär i oktober 2014. Han har aldrig verkat i avel, då han inte varit godkänd på grund av en så kallad hovbroskförbening. Han var efter tävlingskarriären ridhäst på tränare Jan-Olov Perssons gård. Han är Järvsöfaks tredje vinstrikaste avkomma efter Hallsta Lotus och Åsajerven.
Han avlivades den 5 oktober 2020 på grund av hälsoproblem. Han blev 18 år gammal. Han var aldrig verksam som avelshingst.

## Stamtavla
| Efter Järvsöfaks 1994 | Trollfaks 1984   | Troll Jahn | Jahn Sjur   |
| Efter Järvsöfaks 1994 | Trollfaks 1984   | Troll Jahn | Grans Turi  |
| Efter Järvsöfaks 1994 | Trollfaks 1984   | Reitlisa   | Lapp Lars   |
| Efter Järvsöfaks 1994 | Trollfaks 1984   | Reitlisa   | Reitmolly   |
| Efter Järvsöfaks 1994 | Järvsö Anna 1988 | Lapp Nils  | Lapp Lasse  |
| Efter Järvsöfaks 1994 | Järvsö Anna 1988 | Lapp Nils  | Turita      |
| Efter Järvsöfaks 1994 | Järvsö Anna 1988 | Vinjänta   | Svintor     |
| Efter Järvsöfaks 1994 | Järvsö Anna 1988 | Vinjänta   | Steggjänta  |
| Undan Tummelisa 1994  | Elding 1983      | Rappfot    | Granvar     |
| Undan Tummelisa 1994  | Elding 1983      | Rappfot    | Stjernefrid |
| Undan Tummelisa 1994  | Elding 1983      | Elnett     | Jerker      |
| Undan Tummelisa 1994  | Elding 1983      | Elnett     | Tyra        |
| Undan Tummelisa 1994  | Bea 1984         | Pilmingutt | Pilmin      |
| Undan Tummelisa 1994  | Bea 1984         | Pilmingutt | Raufly      |
| Undan Tummelisa 1994  | Bea 1984         | Kvidy      | Jerker      |
| Undan Tummelisa 1994  | Bea 1984         | Kvidy      | Bausrappa   |